# Think (歌曲)

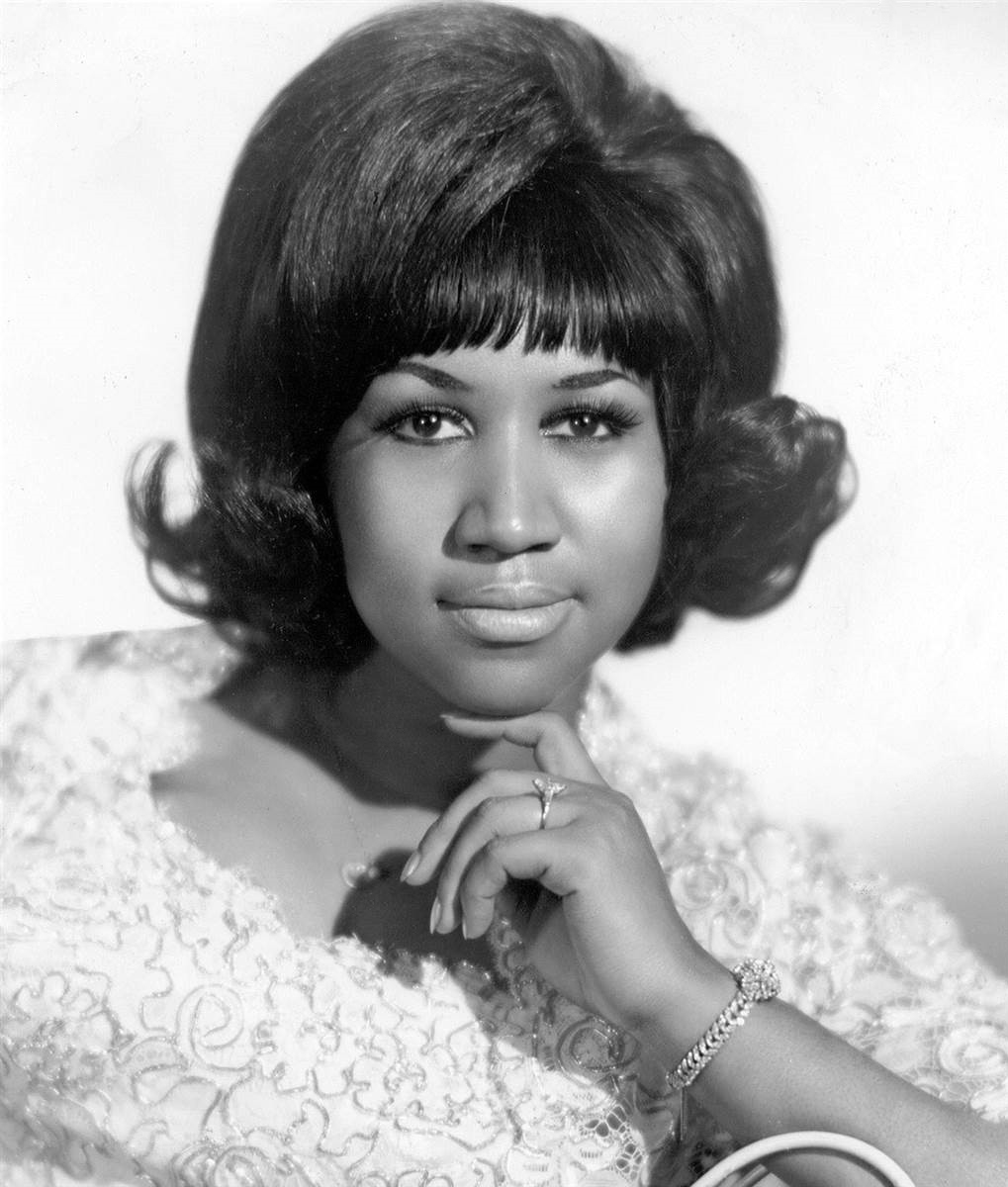
1968年2月17日，广告牌上艾瑞莎·弗蘭克林的宣传照片

《Think》是美国灵魂乐女歌手艾瑞莎·弗蘭克林在1968年发行的一首單曲。
其後艾瑞莎·弗蘭克林在1980年電影《福祿雙霸天》中表演了《Think》的新版本。由於艾瑞莎不習慣假唱，因此這個場景需要大量的拍攝和剪輯。這首歌的全新版本收錄於該電影的原聲帶中，該錄音還包括了蓝调兄弟、艾瑞莎的妹妹Carolyn Franklin及堂兄Brenda Corbett的配音。
而後經由Arif Mardin和兒子Joe Mardin製作和安排下，艾瑞莎·弗蘭克林於1989年的專輯《Through the Storm》再次錄製了最新版本的《Think》。